# Унтерштадион
Унтерштадион (њем. Unterstadion) општина је у њемачкој савезној држави Баден-Виртемберг. Једно је од 55 општинских средишта округа Алб-Донау-Крајс. Према процјени из 2010. у општини је живјело 742 становника. Посједује регионалну шифру (AGS) 8425124.

## Географски и демографски подаци
Унтерштадион се налази у савезној држави Баден-Виртемберг у округу Алб-Донау-Крајс. Општина се налази на надморској висини од 508 метара. Површина општине износи 8,8 km². У самом мјесту је, према процјени из 2010. године, живјело 742 становника. Просјечна густина становништва износи 84 становника/km².